# Baharen Phir Bhi Aayengi
Baharen Phir Bhi Aayengi (Hindi: बहारें फ़िर भी आएंगी, bahāreṃ fir bhī āeṅgī) ist ein Hindi-Film von Shaheed Latif aus dem Jahr 1966.

## Handlung
Der junge Journalist Jitendra Gupta lebt ein einfaches Leben in Kolkata. Er arbeitet bei einer führenden Zeitung und schreibt einen Artikel über den schlechten Zustand der Minen des Millionärs Seth Gulabchand. Der wiederum sorgt dafür, dass Jitendra von der Chefredakteurin Amita gefeuert wird.
Einige Tage später kommt die schreckliche Nachricht ein: 135 Bergleute finden beim Einbrechen der Minen den Tod. Zutiefst bedauert Amita ihre Entscheidung und ernennt Jitendra zum News Editor. Langsam beginnt sie sich auch in ihn zu verlieben. Sie fasst sich ein Herz und will ihm ihre Liebe gestehen als sie ihn mit ihrer jüngeren Schwester Sunita umarmend sieht. Schließlich wusste sie nicht, dass Jitendra vor einigen Tagen die hübsche Sunita getroffen und sich in sie verliebt hatte.
Um ihrer Schwester Willen gibt Amita ihre Liebe auf. Auch lehnt sie den Heiratsantrag von Vikram Varma ab, der um Sunitas Hand anhalten wollte.
Es folgen Missverständnisse und die beiden Schwestern opfern ihre Liebe für die jeweils andere. Neben den privaten Problemen hat Amita noch mit den auftauchenden Schwierigkeiten der Zeitung zu kämpfen und leidet gesundheitlich darunter. Letztendlich erleidet sie einen Nervenzusammenbruch und stirbt an Herzversagen in den Armen von Jitendra und ihrer Schwester Sunita.

## Musik
| Lied                                    | Sänger                     |
| --------------------------------------- | -------------------------- |
| Badal Jaaye Agar Maali                  | Mahendra Kapoor            |
| Koi Kehde Kehde Kehde Zamaane Se Jaake  | Asha Bhosle                |
| Suno Suno Ms.Chatterjee                 | Mohammad Rafi, Asha Bhosle |
| Woh Hanske Mile Humse                   | Asha Bhosle                |
| Aap Ke Haseen Rukh Pe Aaj Naya Noor Hai | Mohammad Rafi              |
| Dil Toh Pehle Se                        | Mohammad Rafi, Asha Bhosle |

## Hintergrund
Baharen Phir Bhi Aayengi gilt als letzte Filmproduktion von Guru Dutt. Das Filmdrama ist eines von zwei unvollendeten Projekten, die Guru Dutt bei seinem Tod 1964 hinterließ – das andere war ein ursprünglich von Karimuddin Asif betreutes Projekt, das schließlich 1986 als Love and God erschien. Der Film wurde 1966 durch Dutts Bruder Atma Ram beendet. Dharmendra übernahm die Rolle, die zuvor mit Guru Dutt gedreht wurde.